# Чемпіонат Європи з художньої гімнастики 2002
Чемпіонат Європи з художньої гімнастики 2002 пройшов з 9 по 10 листопада в місті Гранада, Іспанія. Тоді змагання проходили лише в командній та абсолютній індивідуальній першості.

## Медалісти
| Дисципліна         | Золото                                          | Срібло                                  | Бронза                                    |
| Команда            | Команда                                         | Команда                                 | Команда                                   |
| ------------------ | ----------------------------------------------- | --------------------------------------- | ----------------------------------------- |
| Командна першість  | Росія Зарина Гізікова Аліна Кабаєва Вєра Сесіна | Україна Тамара Єрофеєва Ганна Безсонова | Болгарія Сімона Пейчева Елізабет Паісієва |
| Особиста першість  |                                                 |                                         |                                           |
| Абсолютна першість | Аліна Кабаєва (RUS)                             | Тамара Єрофеєва (UKR)                   | Ганна Безсонова (UKR)                     |

## Медальний залік
| Місце              | Країна             | Золото | Срібло | Бронза | Загалом |
| ------------------ | ------------------ | ------ | ------ | ------ | ------- |
| 1                  | Росія (RUS)        | 2      | 0      | 0      | 2       |
| 2                  | Україна (UKR)      | 0      | 2      | 1      | 3       |
| 3                  | Болгарія (BUL)     | 0      | 0      | 1      | 1       |
| Загалом (3 збірні) | Загалом (3 збірні) | 2      | 2      | 2      | 6       |

## Зовнішні посилання
- European Union of Gymnastics